# Dolichoderus luederwaldti
Dolichoderus luederwaldti é uma espécie de formiga do gênero Dolichoderus.